# Common Intermediate Format

Common Intermediate Format.

El Common Intermediate Format, más conocido por su acrónimo CIF es un formato definido en la recomendación H.261 de la ITU, que utiliza para compatibilizar los diversos formatos de vídeo digital. Es un formato normalizado que es utilizado por cualquier codificador híbrido H.261. Este estandariza la resolución, tanto vertical como horizontal de los píxels de secuencias YCbCr de las imágenes de vídeo digital. Su objetivo es ofrecer un formato de vídeo común reducido para los codificadores.
Define secuencias de vídeo de 29,97 imágenes por segundo, donde cada una de ella contiene 288 líneas con 352 píxeles por línea. La imagen definida con estos parámetros presenta una relación de aspecto en formato 4:3.
Su diseño permite la fácil conversión a los estándares PAL de 625 líneas y NTSC de 525 líneas (Compromiso con el formato SIF), debido a que utiliza patrones extraídos del sistema Europeo y del Americano. Por ejemplo, presenta 352 x 288 muestras de resolución de luminancia (PAL) y 30 Hz como frecuencia de imagen (NTSC).
También se le conoce como Full CIF o FCIF (Full Common Intermediate Format) para diferenciarlo del Quarter CIF o QCIF. Para tener una cuarta parte de la zona, como "cuarto" indica, la altura y la anchura de la trama se reducen a la mitad. También son términos utilizados SQCIF (Sub Quarter CIF, a veces subQCIF), 4CIF (4× CIF) y 16CIF (16× CIF). Las resoluciones para todos estos formatos se resumen en la siguiente tabla.
| Formato                       | Resolución vídeo |
| ----------------------------- | ---------------- |
| SQCIF                         | 128 × 96         |
| QCIF                          | 176 × 144        |
| SIF(525)                      | 352 x 240        |
| CIF/SIF(625)                  | 352 × 288        |
| 4SIF(525)                     | 704 x 480        |
| 4CIF/4SIF(625)/Super CIF/SCIF | 704 × 576        |
| 16CIF                         | 1408 × 1152      |
| DCIF                          | 528 × 384        |

Los píxeles xCIF no son cuadrados, en su lugar tienen una relación de aspecto original de ~1.222:1. En los sistemas de televisión más antiguos, un pixel aspect ratio (relación de aspecto de píxeles) de 1.2:1 era el estándar para sistemas de 525 líneas (ver CCIR 601). En las pantallas de píxeles cuadrados (las pantallas de ordenador, muchos televisores modernos) las tramas xCIF deben ser reescaladaos horizontalmente de ~109% a 4:3 con el fin de evitar una apariencia estirada: el contenido de un CIF se expande horizontalmente por ~109% resultando una relación 4:3 de trama de 384 × 288 píxeles cuadrados.
Los tamaños de imagen CIF fueron elegidos específicamente para ser múltiplos de macrobloques (es decir, 16 × 16 píxeles), debido a la forma en que la compresión/descompresión de vídeo basada en la Transformada de coseno discreta se maneja. Así, por ejemplo, una imagen de tamaño CIF (352 x 288) corresponde a 22 × 18 macrobloques.
SIF (Source Input Format) es prácticamente idéntica a CIF, pero tomado de MPEG-1 en lugar de los estándares ITU. SIF en los sistemas basados en 525 Líneas ("NTSC") es de 352 × 240, y en los sistemas basados en 625 líneas ("PAL"), es idéntico a CIF (352 × 288). SIF y 4SIF se utilizan comúnmente en ciertos sistemas de videoconferencia.
DCIF significa doble CIF, propuesto como una solución de compromiso entre CIF y 4CIF que es más equilibrado (en términos de resolución horizontal vs vertical) y se adapte a equipos comunes de circuito cerrado de televisión  (con más de 480 líneas de exploración, pero un máximo de alrededor de 560 líneas de TV) que 2CIF (704x288). La velocidad de píxeles y por lo tanto de datos es exactamente el doble que la de CIF, pero la proporción de aspecto de la imagen 1:1.375 es mucho más cercana al estándar 4:3, con píxeles esencialmente cuadrados.

## Características Avanzadas
| Señales Muestreadas   | Frecuencias de Muestreo                | Estructura del muestreo   | Relación de Aspecto |
| --------------------- | -------------------------------------- | ------------------------- | ------------------- |
| Y, Cb (B-Y), Cr (R-Y) | 6,75MHz para Y y 3,375MHz para Cb i Cr | Ortogonal, no entrelazado | 4:3                 |

Los parámetros Y, B y R se corresponden con la señal de luminancia y con las de color azul y rojo respectivamente. 
La imagen está formada por la señal de luminancia y la señal de crominancia. La de luminancia se muestrea a 6.75MHz, mientras que la de crominancia se muestrea a 3.275MHz para aprovechar la particularidad que el sistema visual humano tiene menos sensibilidad a los colores que a la luminancia. Esto hace que se pueda transmitir el color utilizando un ancho de banda menor y sin afectar prácticamente a la calidad de la señal.